# Cornelia Polit
Cornelia Polit (República Democrática Alemana, 18 de febrero de 1963) es una nadadora alemana retirada especializada en pruebas de estilo espalda, donde consiguió ser subcampeona olímpica en 1980 en los 200 metros.

## Carrera deportiva
En los Juegos Olímpicos de Moscú 1980 ganó la medalla de plata en los 200 metros estilo espalda, con un tiempo de 2:13.75 segundos, tras su compatriota Rica Reinisch  que batió el récord del mundo con 2:11.77 segundos, y por delante de otra nadadora alemana Birgit Treiber  (bronce con 2:14.14 segundos).
También ha ganado cuatro medallas —dos de oro y dos de plata— en los campeonatos europeos de natación de Split 1981 y Roma 1983, en pruebas de estilo espalda y estilo mariposa.